# 澤昌克
澤 昌克（さわ まさかつ、1983年1月12日 - ）は、千葉県柏市生まれ、茨城県北相馬郡守谷町（現:守谷市）育ちのプロサッカー選手。ポジションはミッドフィールダー、フォワード。

## 来歴
千葉県柏市十余二で生まれ、生後まもなく父親の仕事の関係でシンガポールへ転居する。3歳までシンガポールで過ごし、帰国後は茨城県北相馬郡守谷町（現:守谷市）で暮らした。中央学院高等学校を卒業後、仙台大学にスポーツ特待生として進学するが、2001年に大学を休学し(のちに中退)、アルゼンチンへサッカー留学。アルゼンチンのCAリーベル・プレートの下部組織でプレーするが2003年12月に第二頚椎骨折の大怪我を負い、半年のリハビリを経て復帰。
2005年にペルーのスポルティング・クリスタルとプロ契約を結んだ。翌2006年にコロネル・ボロニェージへ移籍し、同年9月13日に行われたコパ・スダメリカーナのCSDコロコロ（チリ）戦で、日本人初となるスダメリカーナ杯での得点をマークした。2007年度にプレーしたデポルティーボ・ムニシパルでの活躍が認められ、ペルーリーグ最優秀外国人選手賞を受賞。同年12月に、ペルーサッカー連盟から正式にペルー代表入りを打診され、当時の監督からも直々に代表入りを要請する電話があったが、日本国籍喪失を憂慮し、このオファーを拒否している。国際電話で両親とこの件について話した際は、父親から「お前国籍変えたら絶縁だからな」と言われた。なお、この間にペルー人女性と結婚している。
2008年に移籍したシエンシアーノは、2003年のコパ・スダメリカーナにおいてペルーのサッカークラブとして初の国際タイトルを獲得。また翌2004年のレコパ・スダメリカーナでも優勝を果たした強豪クラブである。澤のデビュー戦となるコパ・リベルタドーレス予選、ウルグアイのモンテビデオ・ワンダラーズ戦（ホーム）でいきなりゴールを決め1対0で勝利に導いた。アウェーゲームの第2戦ではスコアレスドローに持ち込み澤の第1戦でのゴールを守りきり本戦出場を果たした。本戦初戦となる2月14日のナシオナル・モンテビデオ戦で先発フル出場。廣山望、福田健二に続くリベルタドーレス杯本戦でプレーした3人目の日本人選手となった。
2008年8月2日、Jリーグ・柏レイソルに完全移籍での加入が発表された。しかし加入後は度重なる足首の怪我に悩まされ試合に出場したのは数える程度であった。2009年シーズン途中に新監督としてネルシーニョが就任した後は、サテライトゲームや練習ゲームでの活躍を認められるようになり、残留争い最中の10月頃からレギュラーに定着した。
2013年シーズン終了後、契約満了により退団。
2014年3月、古巣のデポルティーボ・ムニシパルへ移籍。
2017年12月、再び柏レイソルへ移籍。しかし公式戦の出場無く2019年1月退団。
2019年8月21日、ペルー2部のウニオン・ワラルと契約したと報じられた。
2020年1月、古巣のデポルティーボ・ムニシパルに3度目の入団を果たした。

## 所属クラブ
ユース経歴
- FC郷州 (守谷市立郷州小学校)
- 1995年 - 1997年  守谷市立愛宕中学校
- 1998年 - 2000年  中央学院高等学校
- 2001年  仙台大学
- 2002年 - 2004年  CAリーベル・プレート下部組織

プロ経歴
- 2005年  スポルティング・クリスタル
- 2006年  コロネル・ボロニェージ（スペイン語版）
- 2007年  デポルティーボ・ムニシパル
- 2008年 - 同年7月  シエンシアーノ
- 2008年8月 - 2013年  柏レイソル
- 2014年3月 - 2017年  デポルティーボ・ムニシパル
- 2018年  柏レイソル
- 2019年8月 -   ウニオン・ワラル（英語版）

## 個人成績
| 国内大会個人成績 | 国内大会個人成績 | 国内大会個人成績 | 国内大会個人成績 | 国内大会個人成績 | 国内大会個人成績 | 国内大会個人成績 | 国内大会個人成績 | 国内大会個人成績 | 国内大会個人成績 | 国内大会個人成績 | 国内大会個人成績 |
| 年度             | クラブ           | 背番号           | リーグ           | リーグ戦         | リーグ戦         | リーグ杯         | リーグ杯         | オープン杯       | オープン杯       | 期間通算         | 期間通算         |
| 年度             | クラブ           | 背番号           | リーグ           | 出場             | 得点             | 出場             | 得点             | 出場             | 得点             | 出場             | 得点             |
| ペルー           | ペルー           | ペルー           | ペルー           | リーグ戦         | リーグ戦         | リーグ杯         | リーグ杯         | オープン杯       | オープン杯       | 期間通算         | 期間通算         |
| ---------------- | ---------------- | ---------------- | ---------------- | ---------------- | ---------------- | ---------------- | ---------------- | ---------------- | ---------------- | ---------------- | ---------------- |
| 2005             | スポルティング   | 23               | プリメーラ       | 5                | 1                | -                | -                | -                | -                | 5                | 1                |
| 2006             | ボロニェージ     | 29               | プリメーラ       | 40               | 11               | -                | -                | -                | -                | 40               | 11               |
| 2007             | デポルティーボ   | 29               | プリメーラ       | 38               | 10               | -                | -                | -                | -                | 38               | 10               |
| 2008             | シエンシアーノ   | 18               | プリメーラ       | 21               | 3                | -                | -                | -                | -                | 21               | 3                |
| 日本             | 日本             | 日本             | 日本             | リーグ戦         | リーグ戦         | リーグ杯         | リーグ杯         | 天皇杯           | 天皇杯           | 期間通算         | 期間通算         |
| 2008             | 柏               | 8                | J1               | 0                | 0                | -                | -                | 0                | 0                | 0                | 0                |
| 2009             | 柏               | 8                | J1               | 9                | 0                | 0                | 0                | 1                | 0                | 10               | 0                |
| 2010             | 柏               | 8                | J2               | 26               | 2                | -                | -                | 1                | 0                | 27               | 2                |
| 2011             | 柏               | 8                | J1               | 23               | 2                | 0                | 0                | 1                | 0                | 24               | 2                |
| 2012             | 柏               | 8                | J1               | 26               | 6                | 3                | 0                | 6                | 2                | 35               | 8                |
| 2013             | 柏               | 8                | J1               | 7                | 1                | 2                | 0                | 2                | 0                | 11               | 1                |
| ペルー           | ペルー           | ペルー           | ペルー           | リーグ戦         | リーグ戦         | リーグ杯         | リーグ杯         | オープン杯       | オープン杯       | 期間通算         | 期間通算         |
| 2014             | デポルティーボ   |                  | セグンダ         | 30               | 12               | -                | -                | -                | -                | 30               | 12               |
| 2015             | デポルティーボ   |                  | プリメーラ       | 29               | 5                | -                | -                | -                | -                | 29               | 5                |
| 2016             | デポルティーボ   |                  | プリメーラ       | 35               | 4                | -                | -                | -                | -                | 35               | 4                |
| 2017             | デポルティーボ   |                  | プリメーラ       | 21               | 0                | -                | -                | -                | -                | 21               | 0                |
| 日本             | 日本             | 日本             | 日本             | リーグ戦         | リーグ戦         | リーグ杯         | リーグ杯         | 天皇杯           | 天皇杯           | 期間通算         | 期間通算         |
| 2018             | 柏               | 30               | J1               | 0                | 0                | 0                | 0                | 0                | 0                | 0                | 0                |
| ペルー           | ペルー           | ペルー           | ペルー           | リーグ戦         | リーグ戦         | リーグ杯         | リーグ杯         | オープン杯       | オープン杯       | 期間通算         | 期間通算         |
| 2019             | ワラル           |                  | セグンダ         |                  |                  |                  |                  |                  |                  |                  |                  |
| 通算             | 日本             | 日本             | J1               | 65               | 9                | 5                | 0                | 10               | 2                | 80               | 11               |
| 通算             | 日本             | 日本             | J2               | 26               | 2                | -                | -                | 1                | 0                | 27               | 2                |
| 通算             | ペルー           | ペルー           | プリメーラ       | 189              | 34               | -                | -                | -                | -                | 189              | 34               |
| 通算             | ペルー           | ペルー           | セグンダ         | 30               | 12               | -                | -                | -                | -                | 30               | 12               |
| 総通算           | 総通算           | 総通算           | 総通算           | 310              | 57               | 5                | 0                | 11               | 2                | 326              | 59               |

その他の公式戦
- 2012年
  - スーパーカップ 1試合0得点

| 国際大会個人成績 | 国際大会個人成績 | 国際大会個人成績 | 国際大会個人成績   | 国際大会個人成績   | FIFA      | FIFA      |
| 年度             | クラブ           | 背番号           | 出場               | 得点               | 出場      | 得点      |
| CONMEBOL         | CONMEBOL         | CONMEBOL         | リベルタドーレス杯 | リベルタドーレス杯 | クラブW杯 | クラブW杯 |
| ---------------- | ---------------- | ---------------- | ------------------ | ------------------ | --------- | --------- |
| 2008             | シエンシアーノ   | 18               | 6                  | 0                  | -         | -         |
| AFC              | AFC              | AFC              | ACL                | ACL                | クラブW杯 | クラブW杯 |
| 2011             | 柏               | 8                | -                  | -                  | 2         | 0         |
| 2012             | 柏               | 8                | 3                  | 0                  | -         | -         |
| 2013             | 柏               | 8                | 2                  | 0                  | -         | -         |
| 2018             | 柏               | 30               | 0                  | 0                  | -         | -         |
| 通算             | CONMEBOL         | CONMEBOL         | 6                  | 0                  | -         | -         |
| 通算             | AFC              | AFC              | 5                  | 0                  | 2         | 0         |

- Jリーグ初出場 - 2009年4月25日 J1第7節 vs清水エスパルス (日本平)
- Jリーグ初得点 - 2010年5月22日 J2第13節 vsカターレ富山 (富山)

## タイトル
- 2007年 - (個人タイトル)　ペルーリーグ 最優秀外国人選手賞
- 2011年 -　J1優勝
- 2012年 -   天皇杯優勝
- 2013    -    ナビスコ杯優勝